# Hiéville
Hiéville är en kommun i departementet Calvados i regionen Normandie i norra Frankrike. Kommunen ligger i kantonen Saint-Pierre-sur-Dives som ligger i arrondissementet Lisieux. År 2018 hade Hiéville 324 invånare.

## Befolkningsutveckling
Antalet invånare i kommunen Hiéville
Referens: INSEE